# Phaoniinae
Phaoniinae es una subfamilia de dípteros de la familia Muscidae. Todas las especies están en la tribu Phaoniini.